# Igreja Paroquial de Santa Maria de Lagos
A Igreja Paroquial de Santa Maria de Lagos é um edifício religioso, localizado na cidade de Lagos, em Portugal. Começou a ser construída no século XV, sendo inicialmente conhecida como Igreja da Misericórdia.

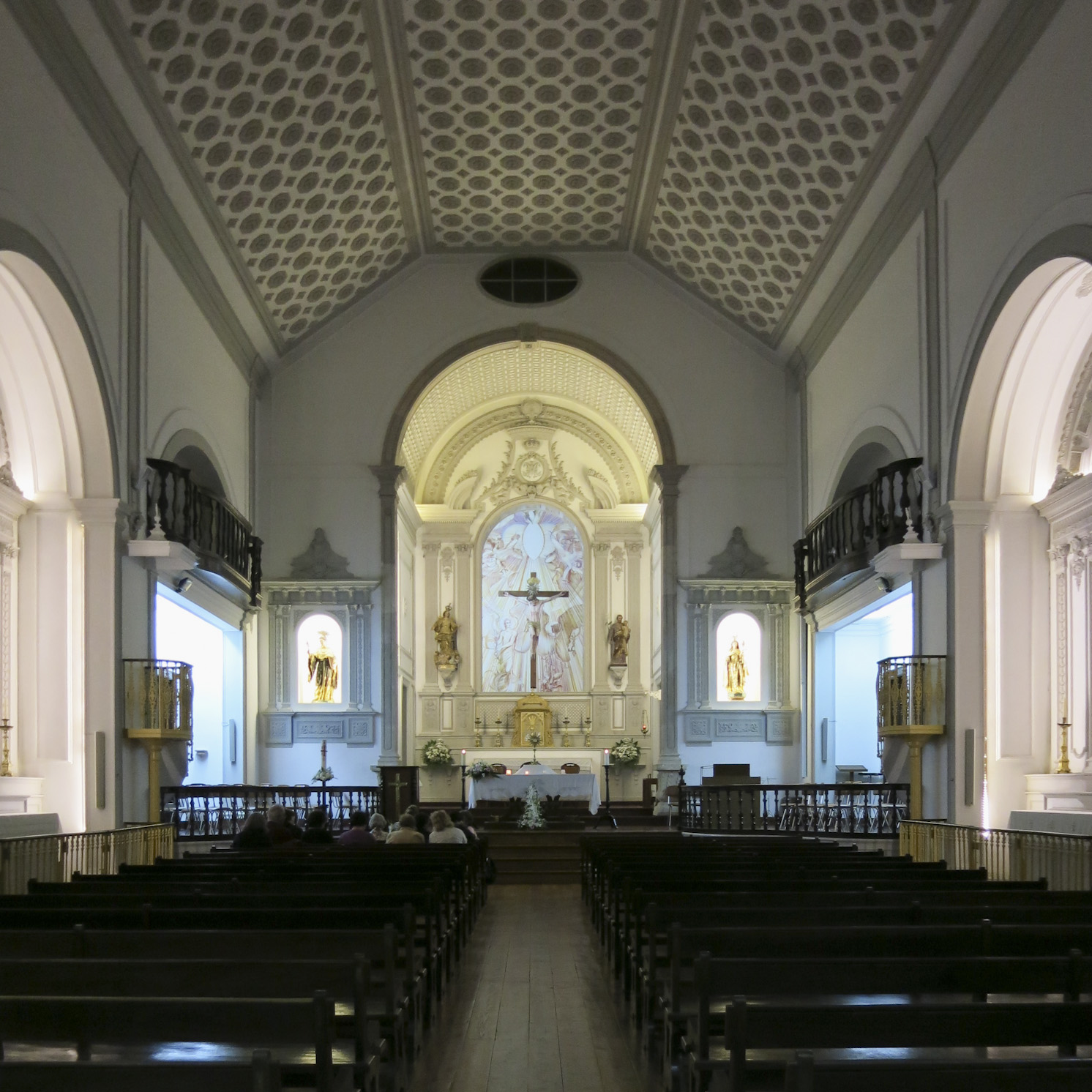
Interior da igreja, em 2014.

## Descrição
A Igreja de Santa Maria está situada no lado sudeste da Praça Infante D. Henrique, no centro da cidade, fazendo igualmente fronteira com a Rua do Castelo dos Governadores e o Jardim da Constituição.  No piso térreo, situa-se o portal de entrada, ladeado por medalhões de São Pedro e São Paulo e colunas caneladas, e duas janelas, uma de cada lado do portal, enquanto que no primeiro andar existe um janelão por cima da porta, encimado por um nicho. As varandas e molduras das janelas destacam-se pelos seus elaborados trabalhos de cantaria e serralharia. Para acesso à nave, também existe uma porta na fachada lateral da igreja. O edifício integra-se no estilo neoclássico.
O imóvel apresenta uma composição simétrica, uma só nave de planta rectangular, três capelas colateais, uma sacristia, situada na fachada lateral esquerda, um baptistério, uma capela-mor elevada e um coro, elevado sobre a zona de entrada. No seu interior, salienta-se a imagem de Nossa Senhora da Piedade. Também tem duas torres sineiras com campanários. Um dos elementos de maior interesse na igreja é o seu órgão de tubos, que é considerado um bem cultural pouco comum na região do Algarve.
Anexo à igreja situa-se o antigo Quartel dos Remadores da Alfândega, construído no século XVII, e o antigo edifício do Hospital de Lagos.

## História

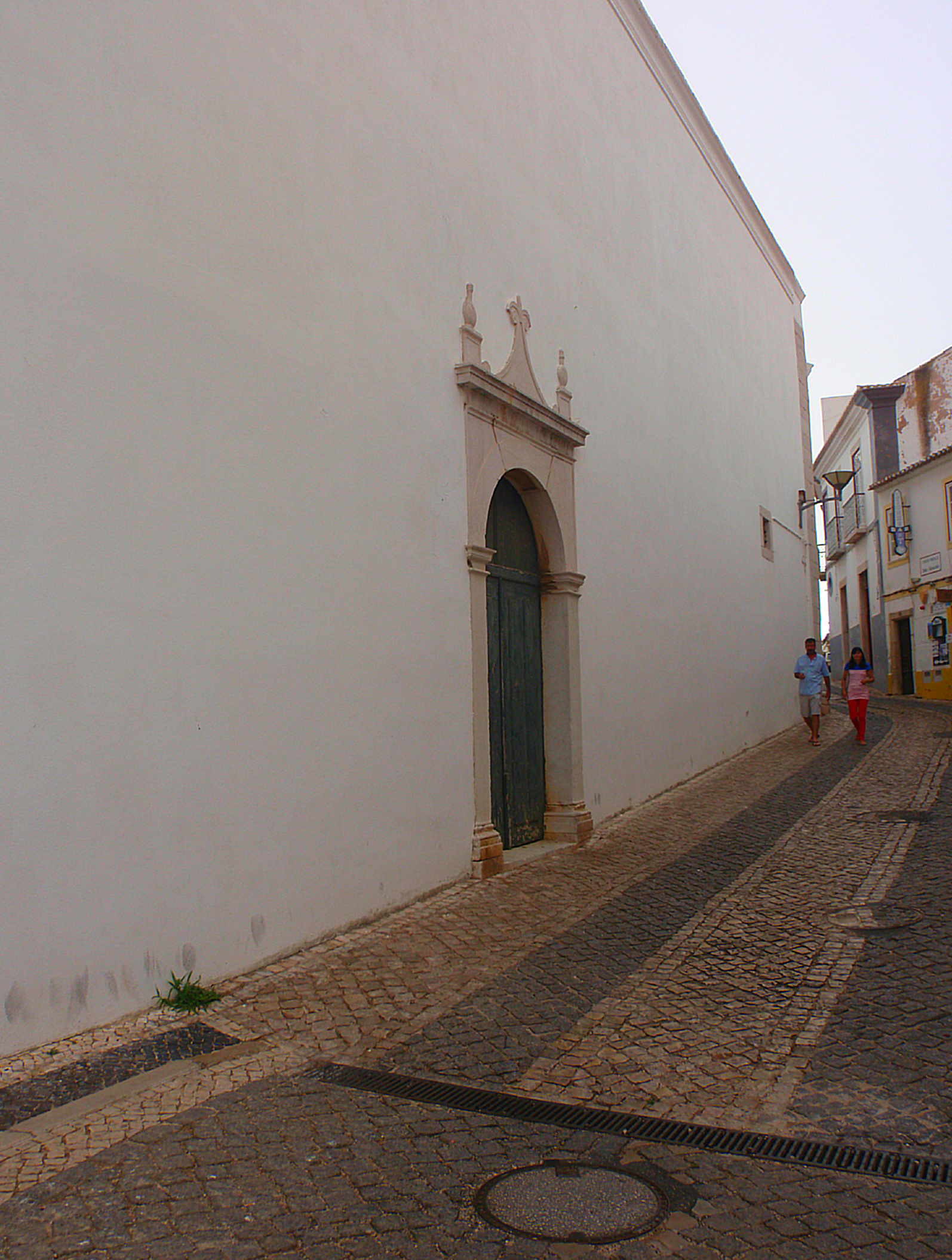
Fachada ocidental da igreja, com o portal lateral.

### Construção e expansão
As obras da igreja iniciaram-se em 1498, em anexo ao antigo Hospital da Misericórdia. O templo foi construído parcialmente em cima das ruínas das muralhas primitivas de Lagos, como foi comprovado pela descoberta de vestígios da muralha dentro do altar-mor, durante trabalhos arqueológicos. Assim, o local onde se situa a igreja estava situado imediatamente no exterior do antigo núcleo urbano de Lagos, numa área que tinha uma grande importância por ser o local onde a Ribeira dos Touros desembocava na Ribeira de Bensafrim. A moldura de cantaria na porta lateral foi instalada nos princípios do século XVI, e a igreja foi alvo de obras de expansão em 1556 e de reparação em 1657. O portal provavelmente terá feito parte do primeiro edifício, enquanto que as molduras das janelas e o nicho superior podem ter sido colocadas nesse período, ou acrescentadas posteriormente. A igreja foi referida num documento de 1586, onde é descrita como sendo a maior na vila, e de onde se iniciavam as procissões do Corpo de Cristo. Em 1594, passa a ter a categoria de igreja matriz.

### Séculos XVIII e XIX
Foi muito danificada pelo Sismo de 1755, que devastou a cidade. Ainda assim, tornou-se a igreja paroquial devido à destruição da Igreja de Santa Maria da Graça. Foi reconstruída após o terramoto, tendo as torres sineiras sido provavelmente construídas durante esta fase. O processo de transferência foi descrito pelo lacobrigense Domingos de Mello na sua obra Memoria sobre a decadencia, e ruina a que se acha reduzida a Cidade de Lagos, e meio de arremediar escrita em 1821 e copiada pelo investigador Joaquim Negrão: «O Terramoto de 1755 que deixou por terra quasi todo o Lagos, arruinou e demolio inteiramente a Matriz e Freguesia de Santa Maria, e por este desastroso accidente, passou a Freguesia para a Igreja de Misericordia, que tem desempenhado estas funções: Nestas circunstancias, e supposta a transferiraõ do Hospital da Misericordia, póde a Igreja deste nome ficar servindo, como já está de perpetua Freguesia.». O autor propôs igualmente que o hospital da Misericórdia fosse transferido para o Convento de Nossa Senhora do Carmo, então em processo de encerramento, cuja igreja também poderia ser igualmente passada para a Misericórdia: «Subdevidir o Convento em partes proporcionadas: 1. Para Hospital Regimental ou militar: 2 Para Hospital da Misericordia; e 3. Para huma Casa d'Instruçaõ e Educaçaõ publica. A Igreja das Religiosas póde ficar servindo de Misericordia, em lugar da que fica subsistindo em Freguesia».
Em 1848 o imóvel foi alvo de grandes obras de recuperação. Em 1888 foi quase totalmente destruída por um incêndio, causado provavelmente por foguetes, tendo-se perdido também a documentação no interior, embora as imagens tenham sobrevivido. Fo reedificada em 1891, como indicado pela data indicada na capela, tendo as obras sido em grande parte apoiadas por Maria Júdice Biker Moral Canête. O jornal O Lacobrigense de 19 de Julho de 1891 noticiou que os trabalhos decorriam com grande lentidão devido à falta de fundos, tendo sido totalmente financiados por donativos particulares. Dois anos depois foi instalado o órgão, pela empresa Walcker & C. (en), de Ludwigsburgo. A 12 de outubro de 1897, os reis D. Carlos e D. Amélia visitaram a cidade de Lagos, tendo estado na Igreja de Santa Maria.

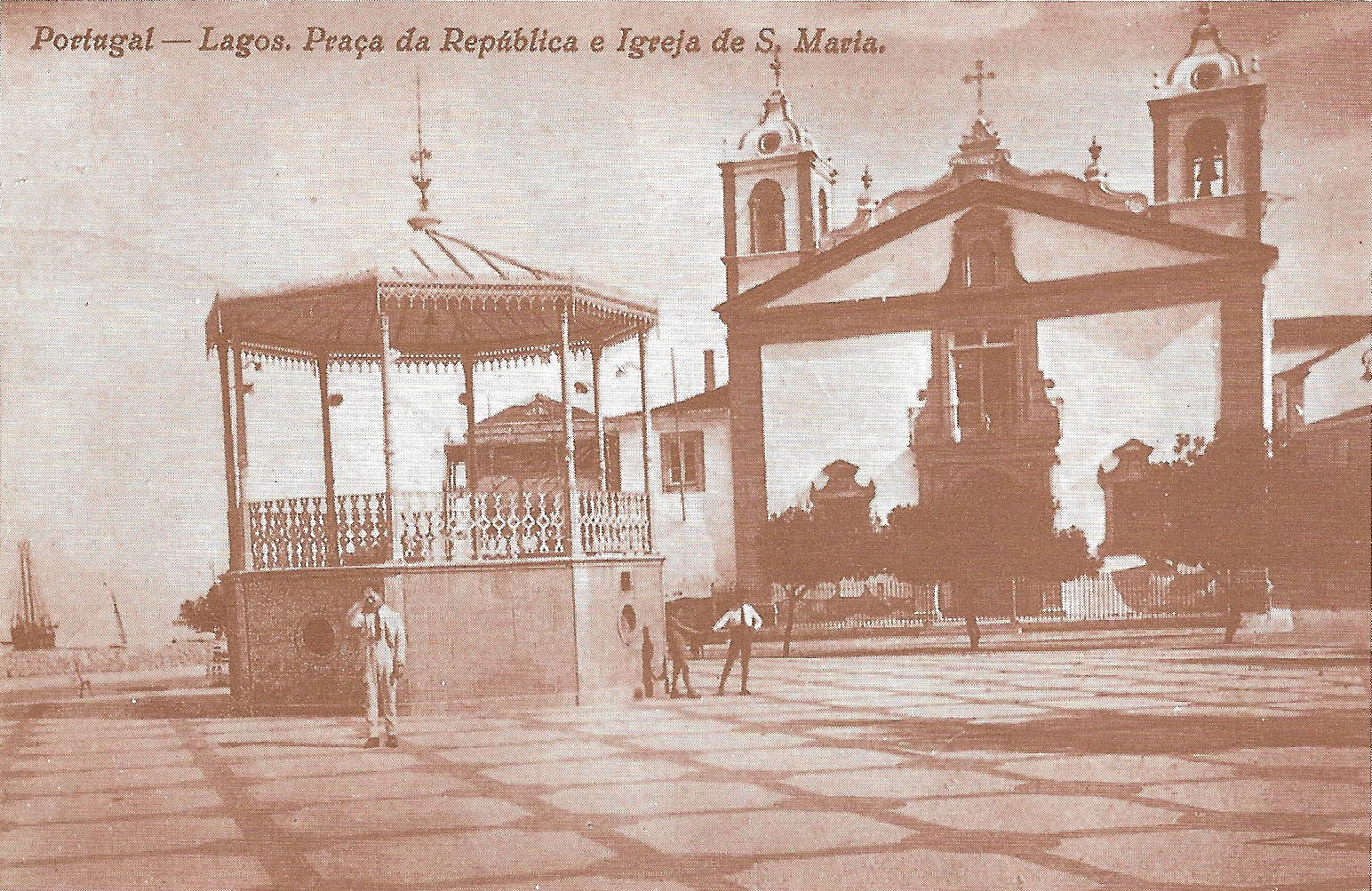
Postal dos princípios do século XX, com a Praça da Republica (futura Praça Infante D. Henrique) e a Igreja de Santa Maria.

### Século XX e XXI
Em 1983, foram feitas obras de restauro e conservação, que incluíram várias intervenções no interior. Em 10 de Outubro de 1984, o Diário de Lisboa noticiou que tinha sido assinado um acordo entre o Ministério do Equipamento Social e a Câmara Municipal de Lagos para um extenso programa de reabilitação urbana no centro histórico da cidade, sendo a Igreja de Santa Maria um dos principais monumentos a precisar de obras, principalmente no telhado, que tinha abatido parcialmente. Em 1989 foi novamente alvo de grandes trabalhos, por parte da paróquia, tendo sido substituída a cobertura por uma estrutura sobre placas de estuque, mantendo-se a geometria original do edifício. Em 2005, foram feitas sondagens arqueológicas na fachada Sudoeste da Igreja de Santa Maria, na Rua do Castelo dos Governadores. Foram encontradas várias peças antigas, incluindo fragmentos de cerâmica comum dos séculos XV e XVI e vidrada de tradição muçulmana, numismas e outras peças metálicas, uma pequena ferramenta em pedra em pedra, e restos de âncoras.
Em Dezembro de 2021, o executivo da Câmara Municipal de Lagos autorizou a atribuição de um subsídio de 62 mil euros à Fábrica da Igreja Paroquial da Freguesia de Santa Maria de Lagos, para permitir a realização de obras de conservação no exterior do edifício, que incluíam o tratamento e a pintura das paredes exteriores, das portas, das janelas e dos elementos metálicos. A autarquia considerou esta intervenção como «necessária para que este exemplar de arquitetura religiosa recupere a dignidade compatível com o seu valor patrimonial e o contexto urbano em que está inserido, na Praça do Infante, em pleno centro histórico da cidade». As obras foram feitas como parte da uma estratégia municipal para a preservação do património religioso do concelho, no âmbito da qual também foram programadas intervenções nas igrejas da da Luz e de São Sebastião.
Em 27 de Outubro de 2022, foi descerrado um busto do cardeal José Sebastião de Almeida Neto no átrio da igreja, durante as comemorações do dia da cidade. Em 16 de Julho de 2023, durante a cerimónia de reabertura da Igreja de Nossa Senhora do Carmo após obras de restauro, o vice-presidente da Câmara Municipal de Lagos, Paulo Jorge Reis, declarou que estava em preparação um protocolo para recuperar o orgão na Igreja de Santa Maria. Esta intervenção foi concluída nos finais de 2024, e contemplou a a reparação e o restauro do órgão de tubos, tendo sido executada pelo mestre organeiro Dinarte Machado.

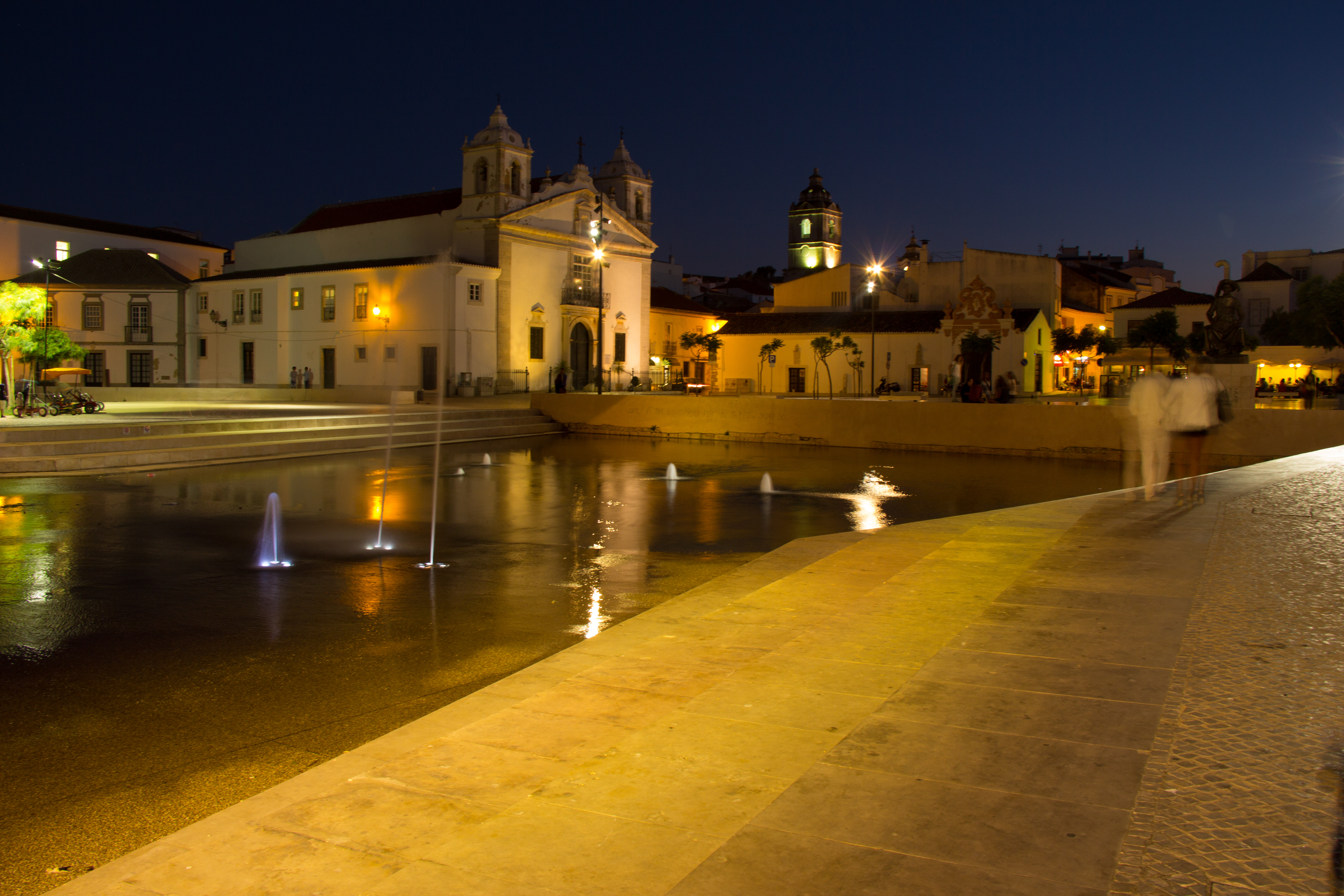
Vista da igreja durante a noite, em 2014.